# Первенец (Пловдивская область)
Первенец (болг. Първенец) — село в Болгарии. Находится в Пловдивской области, входит в общину Родопи.

## История
Ранее Фердинандово.
30 июня 1943 года в селе была окружена Родопская партизанская чета им. Петра Ченгелова. 7 партизан заняли оборону и вели бой в течение 13 часов, прежде чем были уничтожены. В этом бою погибли командующий Пловдивской зоны НОПА Георгий Жечев, командир четы Коста Александров и 5 рядовых партизан.

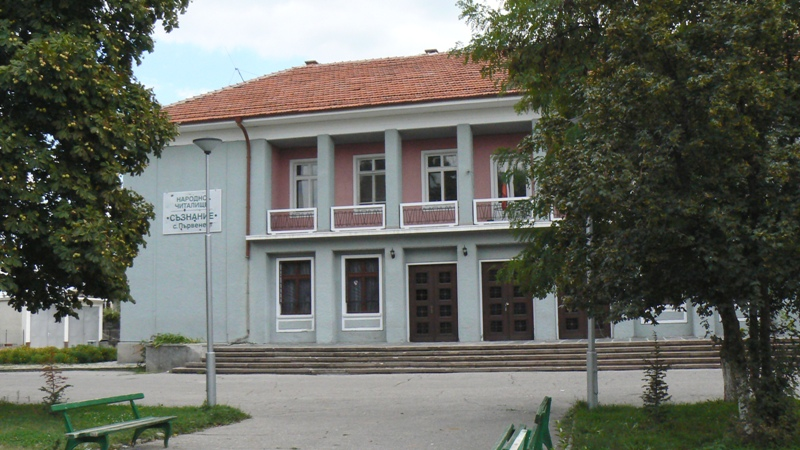

## Политическая ситуация
В местном кметстве Первенец, в состав которого входит Первенец, должность кмета (старосты) исполняет Георги Илиев Стаменов (независимый) по результатам выборов правления кметства.
Кмет (мэр) общины Родопи — Йордан Георгиев Шишков (Болгарская социалистическая партия (БСП)) по результатам выборов в правление общины.

## Известные уроженцы
- Сагаев, Константин (1889—1963) — болгарский писатель и театральный деятель.